# Armand Montjoye
Jules Joseph Montjoye dit Armand Montjoye (Paris, 8 février 1816 - Paris 7e, 13 janvier 1871), est un peintre et auteur dramatique français.

## Biographie
Fils du danseur Louis-Stanislas Montjoie (1789-1865), élève d'Ingres à l’École des Beaux-Arts (1832), d'abord il peint et expose au Salon de 1835 un portrait de son père. On lui doit encore en 1839 Jésus tenté par le diable et en 1842 un Autoportrait. Ces toiles sont conservées au Musée national du Château de Versailles. Il se lance ensuite dans le théâtre (1843).
Ses pièces ont été représentées sur les plus grandes scènes parisiennes du XIXe siècle : Théâtre des Variétés, Théâtre des Folies-Dramatiques, Théâtre de la Gaîté, etc.

## Œuvres
- Le Saut périlleux, vaudeville en 1 acte, avec Déaddé Saint-Yves, 1843
- Almanach astrologique, magique, prophétique, satirique et des sciences occultes. Annuaire du monde élégant pour 1848, 1848
- Les Associés, vaudeville en 1 acte, avec Charles de La Rounat, 1849
- Un monsieur qui n'a pas d'habit, comédie-vaudeville en 2 actes, avec Jautard, 1851
- Piccolet, comédie-vaudeville en 1 acte, avec Eugène Labiche et Auguste Lefranc, 1852
- Une rivière dans le dos, comédie-vaudeville en 1 acte, avec Delacour, 1852
- Un homme entre deux airs, comédie-vaudeville en 1 acte, avec Alfred Delacour et de La Rounat, 1853
- Le Jour de la blanchisseuse, vaudeville en 1 acte, avec Amédée de Jallais, 1853
- Pulchriska et Léontino, pochade mêlée de couplets, avec de La Rounat, 1853
- Un fils malgré lui, folie-vaudeville en 2 actes, avec Armand-Numa Jautard, 1854
- Un roi malgré lui, comédie en 2 actes, mêlée de chants, avec Jautard, 1854
- Eva, pièce en trois actes mêlée de chants, avec Raymond Deslandes, 1854
- Une panthère de Java, pochade mêlée de couplets, avec de La Rounat, 1855
- Le Testament de Polichinelle, opéra-bouffe en un acte, 1855
- S'aimer sans y voir, folie-vaudeville en 1 acte, 1856
- Ajax et sa blanchisseuse, comédie vaudeville en 3 actes, avec Eugène Grangé et Alexandre Charles Chaulieu, 1864
- Une femme qui ne vient pas ; scène de la vie de garçon, 1864

## Peintures
- Portrait de Louis-Stanislas Montjoie, 1835
- Jésus tenté par le diable, 1839
- Autoportrait, 1842
- Bonaparte, Conseil général de l'Indre (Châteauroux), 1843[5]
- Saint Louis après la bataille de Damiette, vers 1849, église paroissiale Saint-Pierre de Saint-Arnoult-en-Yvelines[6]
- Trompette de Carabiniers à cheval, non daté (aquarelle)
- François de Bourbon, comte de Vendôme (1470-1495), Musée national des Châteaux de Versailles et de Trianon, non daté[7].
- Portrait probable d'un architecte du château de Pau, Musée national du château de Pau, non daté[8]
- Empereur Napoléon III, Mairie du Mans, 1860[9].